# Blada
La blada o rotaboc (Acer opalus) és una espècie de planta amb flors del gènere Acer dins la família de les sapindàcies (Sapindaceae). És un arbre natiu d'Europa, Turquia, el Caucas i Algeria.
Addicionalment pot rebre els noms d'arracader, auró, auró de fulla plana i blada de fulla gran. També s'han recollit les variants lingüístiques blasera i oró.
Pot assolir fins a 15 metres d'alçada, amb el limbe de les fulles dividit en 3 o 7 lòbuls aguts, retallats i amb entrants poc profunds. La seva escorça és llisa i de color gris i en els exemplars més vells es torna de color grogosa. Floreix de març a maig i fructifica cap al setembre. L'angle de les ales del fruit, que és en sàmara, és agut o recte. Els fruits maduren a la tardor.
Als Països Catalans, es troba sobretot a les rouredes de l'estatge montà i de la muntanya mediterrània, entre 350 i 1.750 metres d'altitud, on les seves capçades vermelles a la tardor destaquen sobre les marronoses dels roures.

## Taxonomia

### Subespècies
Dins d'aquesta espècie es reconeixen les dues subespècies següents :
- Acer opalus subsp. obtusatum (Waldst. & Kit. ex Willd.) Gams
- Acer opalus subsp. opalus

A la nostra terra se'n fa la subespècie Acer opalus subsp. opalus, de fulla més gran (> 8 cm), més arrodonida i amb menys lòbuls. La trobem a les rouredes de roure martinenc i en altres boscs caducifolis poc humits entre els 600 i els 1.750 m; la seva àrea de distribució s'estén cap al nord per l'Europa del sud no mediterrània. A les publicacions antigues també se cita Acer opalus subsp. granatense, però avui dia es considera una espècie amb el nom d'Acer granatense, la blada de fulla petita.

### Sinònims
Els següents noms científics són sinònims homotípics d'Acer opalus:
- Acer italum var. opalus (Mill.) Pax
- Acer italum f. opalus (Mill.) Schwer.

## Galeria

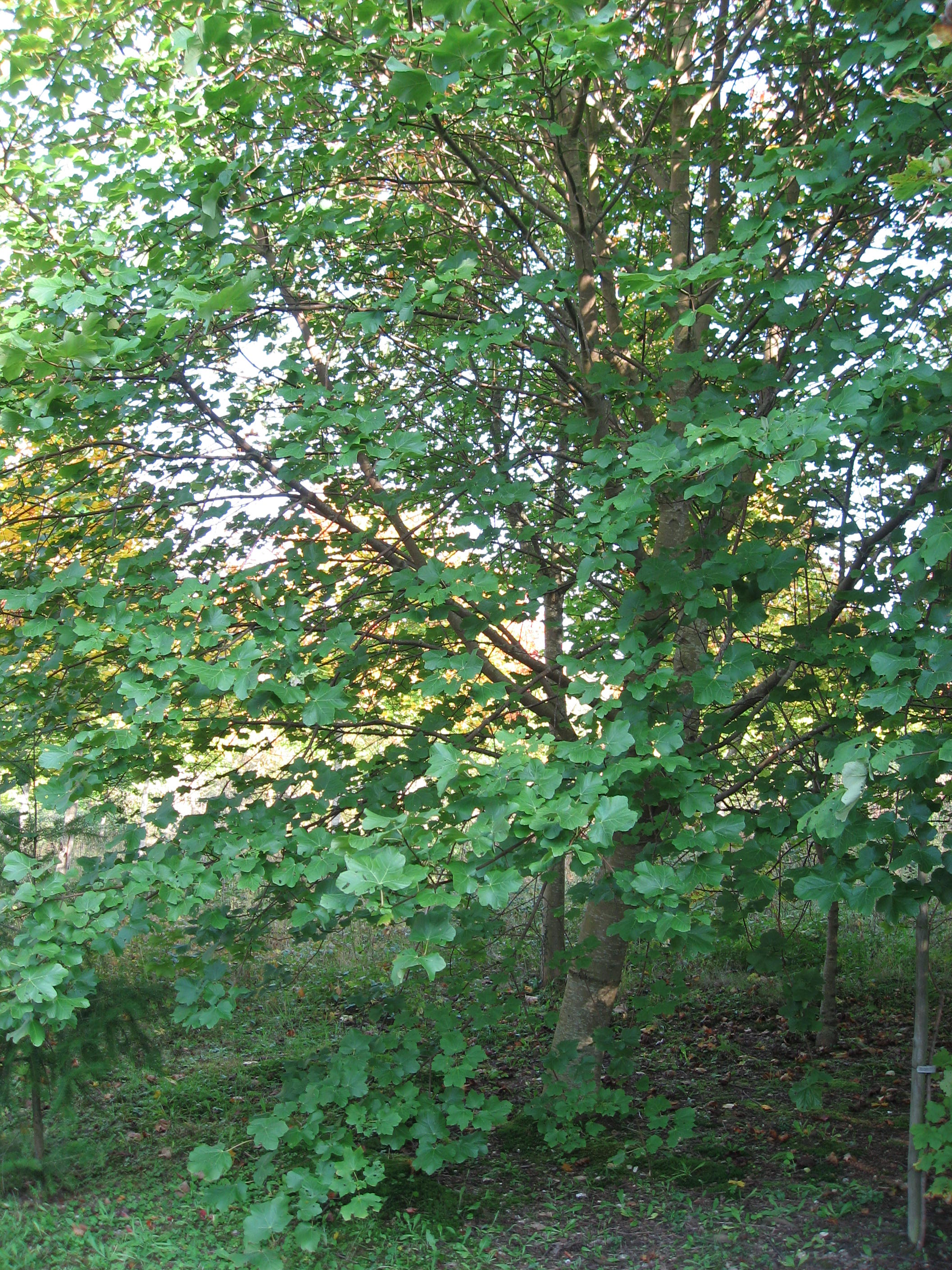
Vista de l'arbre
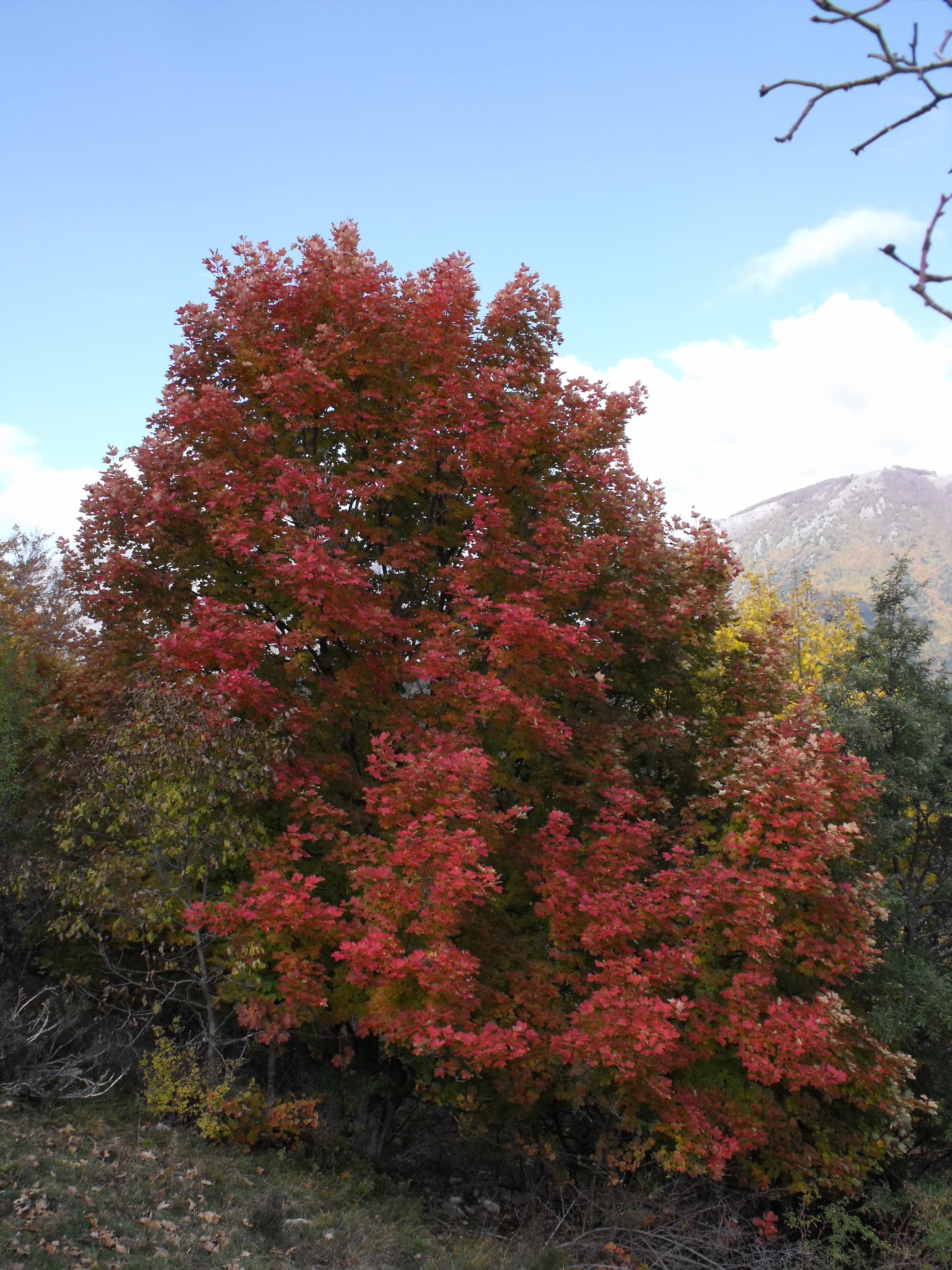
Fullatge de tardor
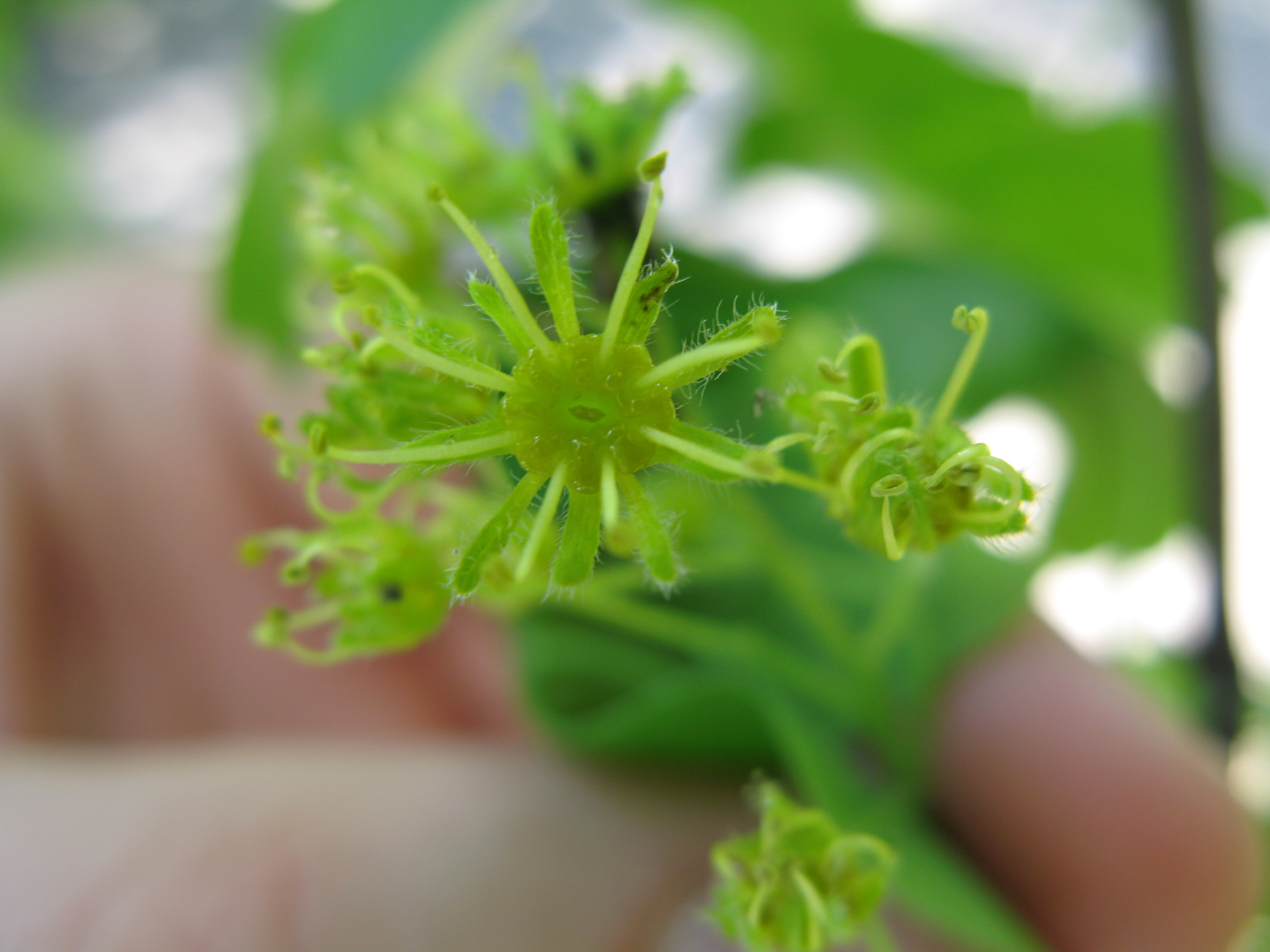
Detall de la flor
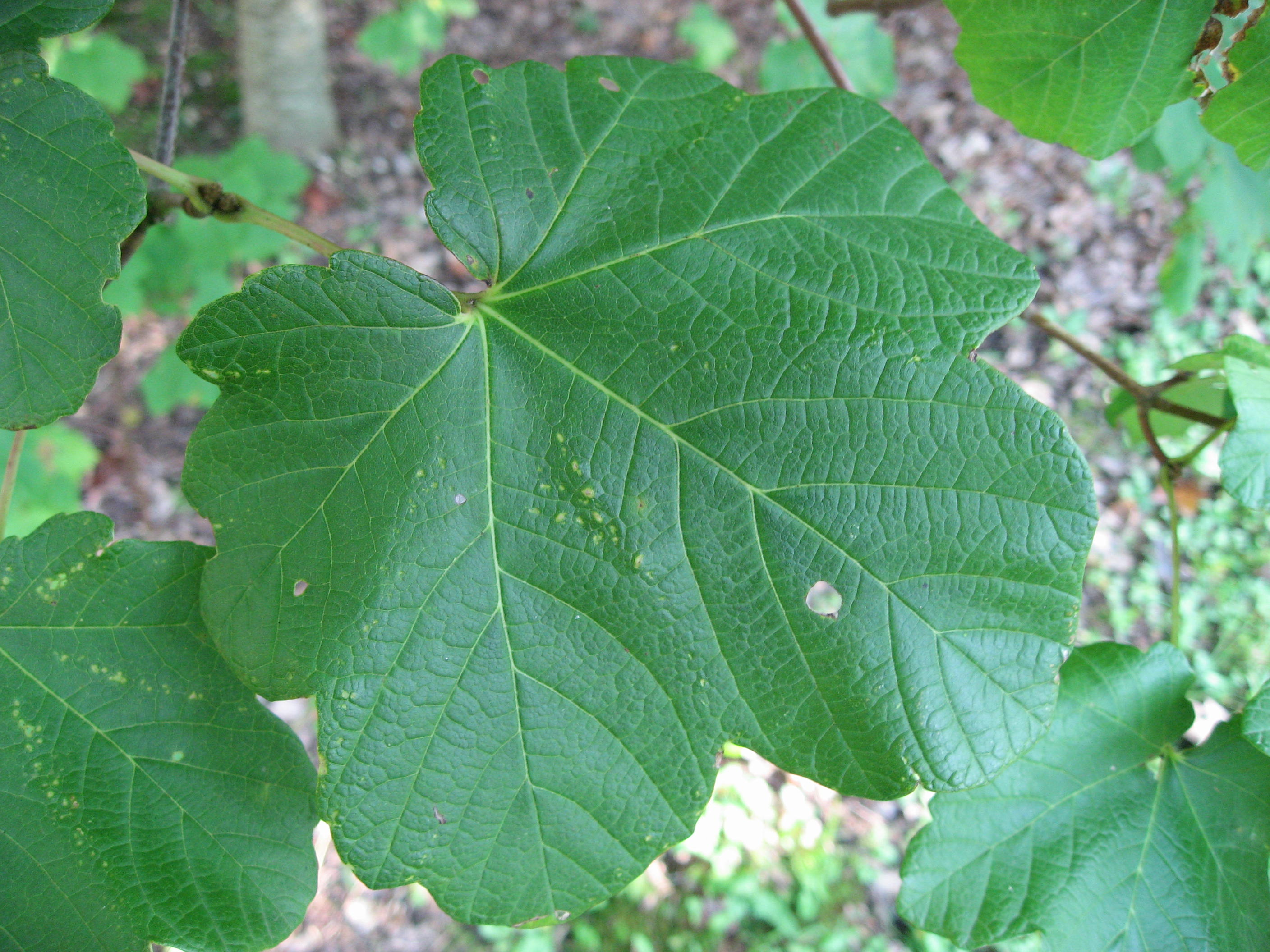
Detall de la fulla